# Zygotritonia
Zygotritonia Mildbr. – rodzaj roślin należący do rodziny kosaćcowatych (Iridaceae), obejmujący 6 gatunków występujących w tropikalnej Afryce.
Nazwa naukowa rodzaju została nadana poprzez dodanie greckiego przedrostka ζυγος (zygos – jarzmo) do nazwy rodzaju tritonia i odnosi się do grzbiecistej budowy kwiatów tych roślin (u tritonii kwiaty są promieniste).

## Zasięg geograficzny
Rośliny z tego rodzaju występują jedynie w tropikalnej Afryce, na obszarze od wyżyny Futa Dżalon w Ghanie i Senegalu na zachodzie do Sudanu Południowego oraz Etiopii na wschodzie i Tanzanii i Malawi na południu. 

## Morfologia
PokrójWieloletnie rośliny zielne o pędach nadziemnych zamierających co roku. Osiągają wysokość od 15 (30) do 50 cm (Z. hysterantha, Z. nyassana, Z. bongensis) lub do 25 cm (pozostałe gatunki).
PędyPodziemne, kuliste bulwocebule, pokryte tuniką, łykowatą do błoniastej lub włóknistą i siatkowatą. Łodyga cylindryczna na przekroju, często rozgałęziona.
LiścieRoślina tworzy od 2 do 3 katafili tworzących pochwy u nasady łodygi. Liście właściwe od 1 do kilku rozwijają się równocześnie z kwiatami lub pojawiają się po przekwitnięciu roślin, na osobnych pędach. Na przekroju żeberkowate lub pofałdowane, zwykle z co najmniej dwiema głównymi żyłkami i bez wyraźnego, pojedynczego nerwu centralnego. Liście położone w dolnej części łodygi (odziomkowe) duże, te położone w górnej części łodygi mniejsze, zredukowane częściowo lub całkowicie do pochwy liściowej.
KwiatyZebrane w grono, wsparte dwoma błoniastymi lub twardymi podsadkami, relatywnie krótkimi w porównaniu do liści właściwych, przy czym odosiowa jest zaostrzona i mniejsza od dwuklapowanej podsadki doosiowej. Kwiaty grzbieciste. Listki okwiatu zrośnięte w dolnym odcinku w rurkę, powyżej wolne, równowąskołopatkowate, o różnej długości. Górny listek dużo dłuższy od pozostałych i wygięty ponad pręcikami i słupkiem, dolne rozpoztarte. Pręciki o nitkowatych nitkach, wygięte w kierunku górnego listka okwiatu, a wierzchołkowo odgięte do dołu. Pylniki pękające podłużnie. Zalążnia kulista, trójkomorowa. Szyjka słupka nitkowata, niepodzielona lub podzielona wierzchołkowo na trzy rozgałęzienia o długości do 0,3 mm, widoczne jedynie w 10× powiększeniu, wygięta za pręcikami, w okresie kwitnienia wyginająca się do dołu.
OwoceMniej więcej kulisto-trójkątne torebki, z rozwiniętymi jedynie 1 lub 2 komorami, zawierającymi od 1 do 2 nasion. Nasiona okrągłe do elipsoidalnych, lśniące, z ciemno siatkowatą łupiną.

## Biologia
Wieloletnie geofity cebulowe. Kwitną od grudnia do początku marca (Z. nyassana), od lutego do maja (Z. teretifolia) lub w okresie od połowy kwietnia do lipca (pozostałe gatunki).

## Systematyka
Rodzaj z plemienia Watsonieae, z podrodziny Crocoideae z rodziny kosaćcowatych (Iridaceae).
Wykaz gatunków
- Zygotritonia benishangulana Goldblatt & Sebsebe
- Zygotritonia bongensis (Pax) Mildbr.
- Zygotritonia hysterantha Goldblatt
- Zygotritonia nyassana Mildbr.
- Zygotritonia praecox Stapf
- Zygotritonia teretifolia Goldblatt & J.C.Manning

## Zastosowanie
Rośliny leczniczeBulwocebule Zygotritonia bongensis, zwane w języku joruba Isu baka, są stosowane w zachodniej Nigerii w leczeniu zaburzeń jelitowych związanych z durem brzusznym, biegunką i czerwonką, a także jako składnik leków przeciwgruźliczych. Badania na szczurach wykazały, że wodny i alkoholowy ekstrakt z bulwocebuli tej rośliny wywołuje istotne obniżenie poziomu glukozy we krwi (o od 75% do 86% w zależności od dawki), a także poziomu aktywności enzymów ALT (od 34% do 48%), AST (od 18% do 60%) i ALP (od 82% do 85%). Opublikowane w 2020 r. wyniki badań na szczurach wykazały, że dawki 100 i 200 mg/kg masy ciała ekstraktu etanolowego z bulw Z. bongensis są toksyczne i wywołują uszkodzenie wątroby.
Inne badania bulwocebul tej rośliny wykazały, że zawierają one alkaloidy o silnym działaniu przeciwgrzybicznym, porównywalnym do tiokonazolu.
Rośliny spożywczeBulwocebule Z. bongensis i Z. praecox są uznawane za jadalne.